# Kościół św. Antoniego w Sieniawie
Kościół św. Antoniego Padewskiego w Sieniawie – zabytkowy kościół drewniany z połowy XVIII wieku, położony w Sieniawie, w województwie małopolskim, w powiecie nowotarskim, w gminie Raba Wyżna.

## Historia
Wybudowany został w latach 40. XVIII wieku z fundacji właściciela wsi stolnika wieluńskiego Andrzeja Sendzimira herbu Ostoja oraz jego żony Anny z Sierakowskich, siostry arcybiskupa lwowskiego obrządku łacińskiego Wacława Hieronima Sierakowskiego (1700-1780). Początkowo służyła jako kaplica dworska, obsługiwana przez prywatnego kapelana Sendzimirów. Po jego śmierci posługa w kościółku należała do każdorazowego proboszcza z parafii św. Stanisława BM w Rabie Wyżnej, której to częścią była Sieniawa (wraz z Rokicinami Podhalańskimi i Bielanką) do lat 80. XX wieku. Anna Sendzimirowa w swoim testamencie, spisanym 16 V 1768 na Stradomiu przeznaczyła dla kościółka sieniawskiego 7000 złp. Wykonawcą swej ostatniej woli uczyniła ona swojego brata Romana z Bogusławic Sierakowskiego, chorążego województwa, podstarostę i sędziego grodzkiego krakowskiego. Według Kroniki Parafii Raba Wyżna w 1858 została do świątyni przybudowana zakrystia a w 1860 całe jej wnętrze odmalowane, ołtarze odnowione i ozłocone. Wszystko to wykonano staraniem Julii z hrabiów Drohojowskich baronowej Borowskiej (1815 – 1889) żony właściciela Sieniawy Kaliksta barona Borowskiego (1801 – 1872). Ponadto Dziedziczka Julia Borowska, która była córką Jana Maksymiliana Drohojowskiego (zm. 1851), właściciela Czorsztyna i Wiktorii z Grudnickich, starała się uposażać drewnianą świątynię św. Antoniego jak najlepiej tylko mogła. Ufundowała do niej złoty kielich w 1845, a także mszał i nowe szaty liturgiczne w 1857 i w 1861 . Sieniawę Borowscy posiadali już od końca XVIII wieku, kiedy dobra folwarczne należące wcześniej do Andrzeja Sendzimira herbu Ostoja przeszły w posiadanie Józefa barona Borowskiego (ur. 1760) ojca Kaliksta.
W latach 1927 – 1932, w czasie kiedy proboszczem parafii Raba Wyżna był ks. Józef Poloński (1892 – 1983), przykryto kościół św. Antoniego nowym gontem, naprawiono organy oraz kupiono nowe dzwonki. Na czas ten przypada również wybudowanie Domu Katolickiego, który stanął nieopodal świątyni. W 1936 zmodyfikowano nieznacznie wygląd kościółka poprzez dobudowanie przedsionka od strony zachodniej. Zlikwidowano tym samym na osi świątyni bramkę w sobotach. Od tamtego czasu konstrukcja pozostała niezmieniona. W czerwcu 1942 został tutaj ochrzczony Andrzej Zoll, prawnik i były przewodniczący PKW, sędzia i prezes Trybunału Konstytucyjnego oraz Rzecznik Praw Obywatelskich. W 1950 kościołek został ogrodzony drewnianym płotem, a ponowne położenie gontu na świątyni miało miejsce w 1959. Nad pracami sprawował nadzór konserwator zabytków z Krakowa. Wstawiono również nowe okna i zakupiono obraz Serce Matki Bożej. 12 czerwca 1977 wizytujący parafię Raba Wyżna metropolita krakowski kardynał Karol Wojtyła odprawił w kościółku św. Antoniego Mszę św odpustową. Od utworzenia w Sieniawie parafii w 1983 do wybudowania w 1990 nowego kościoła pełni funkcję świątyni nowo powstałej parafii. Obecnie raz w roku, w czerwcu uroczyście obchodzony jest odpust ku czci patrona świątyni św. Antoniego.

## Nowy kościół parafialny w Sieniawie
Samodzielna parafia w Sieniawie została erygowana przez metropolitę krakowskiego, kard. Franciszka Macharskiego dekretem z 1 lutego 1983. Jej pierwszym proboszczem został mianowany pochodzący z Nowego Targu ks. Tadeusz Kubowicz (1943 – 2010), który bardzo szybko przystąpił do budowy nowej świątyni. W 1986 zaczęto gromadzić materiały, budowę rozpoczęto rok później natomiast prace zostały zakończone w 1989. Kamień węgielny, pochodzący z grobu św. Piotra w Rzymie poświęcony przez papieża Jana Pawła II, wmurował 21 października 1990 metropolita krakowski. 28 lipca 2001 to ważna data w historii miejscowości. Wtedy bowiem nastąpiła konsekracja nowej świątyni pw. Niepokalanego Serca NMP w przez J. Em. ks. kard. Franciszka Macharskiego. Projekt kościoła wykonał mgr inż. architekt Tadeusz Jędrysko. Obraz umieszczony w ołtarzu głównym, przedstawiający Niepokalane Serce Najświętszej Marii Panny, został namalowany przez artystkę Marię Przyborowską z Warszawy. Jej mąż, oficer Wojska Polskiego, po 17 września 1939 dostał się do niewoli radzieckiej i osadzony w obozie jenieckim w Starobielsku, po czym został przez NKWD zamordowany w Katyniu w kwietniu 1940. Malarka przyjechała do Sieniawy w 1941. W 1956 przekazała obraz w prezencie ks. proboszczowi parafii Raba Wyżna Józefowi Polońskiemu. Obraz z jego woli umieszczono w sieniawskim kościółku św. Antoniego, a po wybudowaniu nowej świątyni został do niej przeniesiony. Maria Przyborowska po wojnie wyjechała do Krakowa i tam zamieszkała na stałe.

## Architektura drewnianej świątyni
Kościół wybudowany jest z drewna jodłowego w konstrukcji zrębowej. Elewacja kościoła jest szalowana pionowo z listwowaniem. Dach prezbiterium czterospadowy, kryty gontem, z sygnaturką, do której dzwonek zakupiono w 1947 (wcześniejszy został zrabowany przez wojska niemieckie w czasie II wojny światowej).
Budynek otoczony jest sobotami wspartymi na słupach. Okalają go liczące ponad 200 lat lipy – pomniki przyrody. Należy do najpiękniejszych drewnianych świątyń Małopolski i jest niewątpliwie wart odwiedzenia i zobaczenia.
W wnętrzu znajdują się trzy barokowe ołtarze z XVIII w. Znajdujący się wcześniej w lewym ołtarzu obraz Matki Boskiej Sieniawskiej z pierwszej połowy XVIII w. przeniesiono do nowego kościoła. Wartościowymi elementami wyposażenia są stacje Drogi Krzyżowej z XVIII w., prosta wieloboczna ambona oraz prospekt organowy w stylu barokowym z II połowy XVIII wieku.
Kościół jest częścią szlaku architektury drewnianej województwa małopolskiego. Szczególną czcią wśród wiernych otaczany jest święty Antoni, słynący na okolicę jako patron małżeństw.

## Galeria

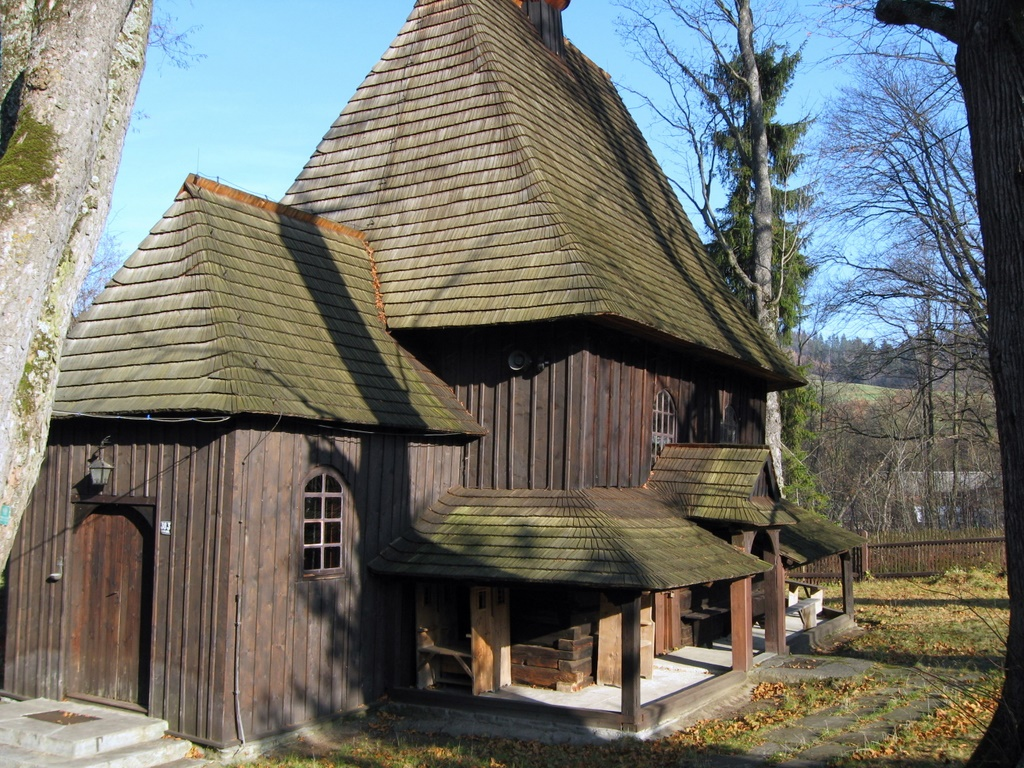
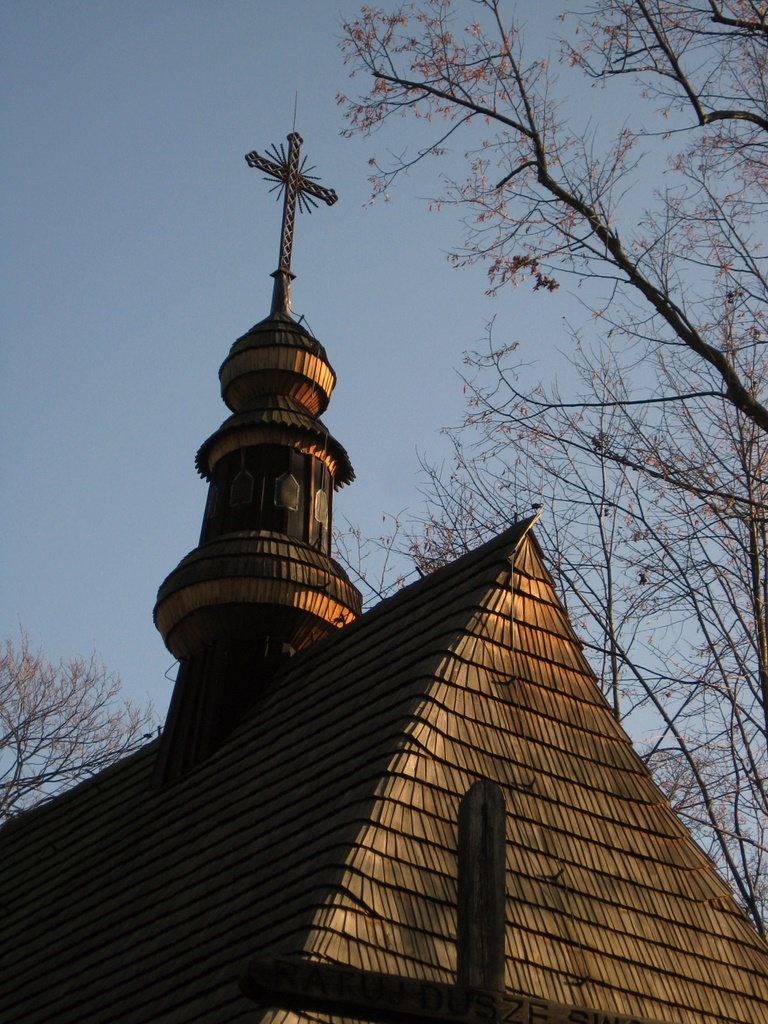
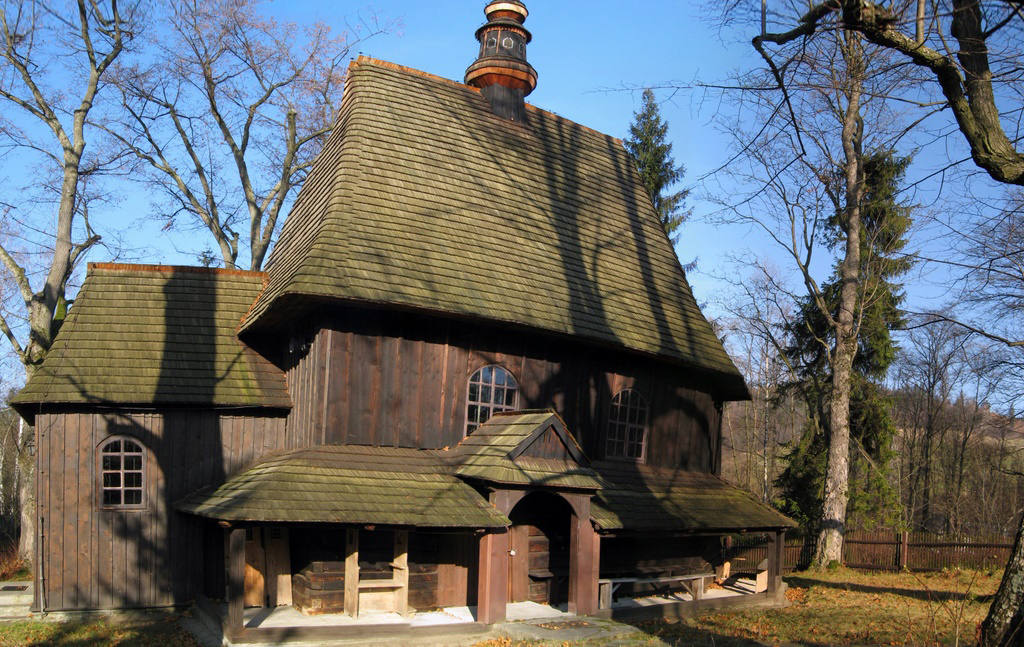
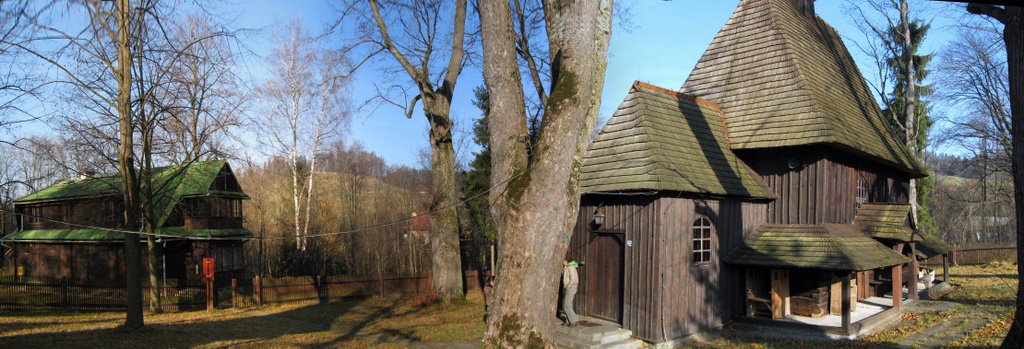